# Pelochrista lineolana
Pelochrista lineolana es una especie de polilla perteneciente al género Pelochrista, categorizada en la tribu Eucosmini, de la subfamilia Olethreutinae.

## Distribución
Se distribuye por Kazajistán.

## Taxonomía
Fue descrita por Kuznetzov en 1964 y publicada por primera vez en Trud. Zool. Inst. Leningrad 34: 259.